# KV-85
KV-85（ロシア語: КВ-85カーヴェー・ヴォースィェミヂスャト・ピャーチ）は、ソビエト連邦で開発された戦車である。KV-1の改良型で、重戦車に分類される。

## 概要
KV-1戦車は大重量とトランスミッションのトラブルのせいで兵士達に不評であり、また76.2mm砲を装備しているため重戦車でありながら中戦車であるT-34と同じ火力でしか無く、その存在意義を問われることとなった。そこで装甲を削減し、トランスミッションも新型となったKV-1Sが代わって量産され機動性と信頼性は改善されたが、耐弾性の優越という最大の利点を失う結果となった。また新型中戦車T-34-85に85 mm戦車砲を搭載することが決定され、火力でも中戦車に劣る存在に成り下がってしまった。KV-1Sでも85mm砲の搭載実験は行われたものの、砲塔内部が狭すぎて操作が困難であった。

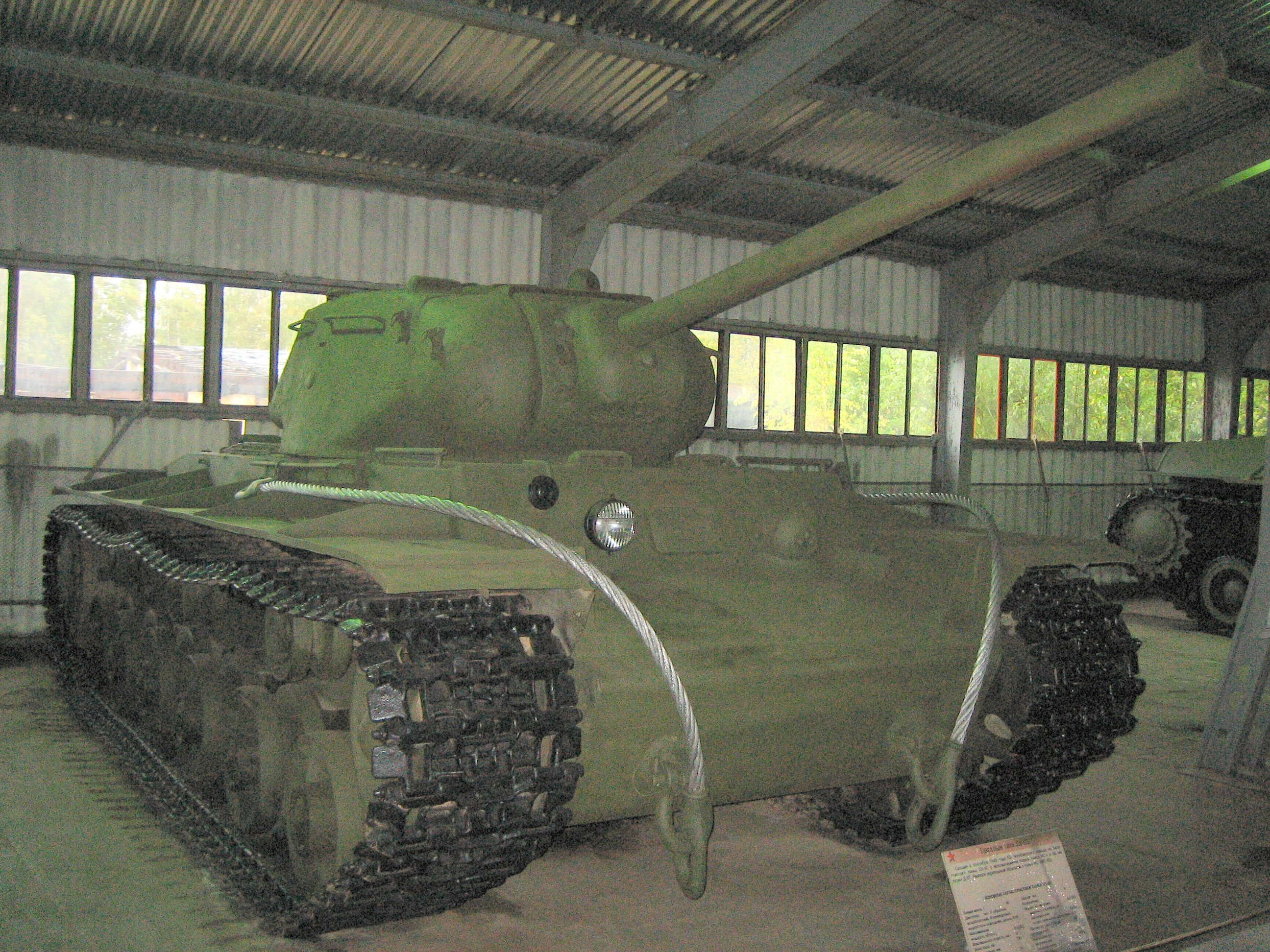
KV-1Sに85mm砲を搭載した試作車輌

その一方、ドイツの新型戦車が現れた前線からは、味方の新型の一刻も早い投入を望む声が高く、キーロフ工場第2特別設計局の（KV-1Sを手がけ、後にIS-3を開発することとなる）ニコライ・L・ドゥホフの設計チームは試作車・オブイェークト237（後のIS-85改めIS-1スターリン戦車）の砲塔をKV-1Sに搭載することにした。このため砲塔リングは拡大され車体上部に張り出しが設けられ、後期型からは10R型無線機が砲塔に移動したことで無線手兼前方機銃手がいなくなり、車体の機銃は固定式となった。また砲塔の大型化のため、スペースを失った操縦手用ハッチも廃止された。砲は、85 mmの52-K 85mm高射砲(D-5T)が採用された。
1943年7月に試作が完成したKV-85はIS-1配備までのつなぎとして採用され、9月から11月にかけて143輌（130輌説もあり）が生産された。この後、まだIS-2の生産が伸び悩んでいたことから、その砲塔を載せたKV-122も試作されたが不採用に終わった。

## 戦歴
KV-85は火力の強化された新型ドイツ戦車に対し優越するほどの性能ではなかったが、KV重戦車系としては最もバランスのとれた性能だったといえる。第7、第11、第15、第29の4つの親衛重戦車連隊に21輌ずつが配備・実戦投入され、そして激戦により多数が失われたが、生き残った車輛は終戦まで使われ続けた。また朝鮮戦争の際、中国経由で朝鮮人民軍に引き渡されているが、この時の戦闘記録は無い。

## 登場作品

### ゲーム
『World of Tanks』
ソ連重戦車KV-85として登場。
『War Thunder』
ソ連重戦車KV-2の派生型として登場。